# Manteca (Band)

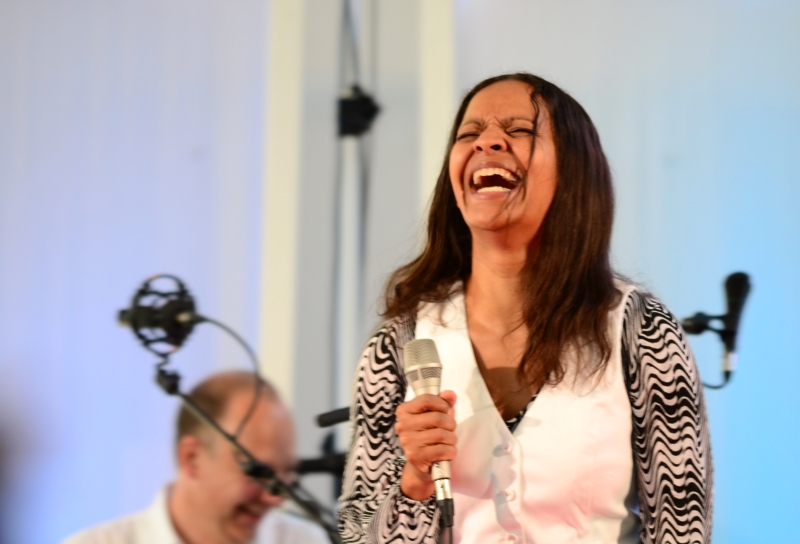
Felicia Touré

Manteca ist ein Latin- und Jazz-Quartett mit der deutsch-brasilianisch-afrikanischen Sängerin Felicia Touré.

## Stil
Die Musik von Manteca umfasst ein Repertoire von Titeln aus Afro/Cuban, Jazz, Bossa Nova, Samba und der Música Popular Brasileira.

## Entstehung
Die Band Manteca wurde 2004 vom Schlagzeuger Jürgen Peiffer gegründet. In der Besetzung Saxophon, Orgel, Bass und Drums spielte das Quartett bis 2007. 
Der Bandname Manteca bedeutet auf Spanisch „Butter“ und steht für den butterweichen Klang der Musik, die eine Mischung aus lateinamerikanischen Einflüssen und dem Jazz ist.
2007 formierte sich die Gruppe neu um die Sängerin Felicia Touré und arbeitet seitdem überregional mit ihrem Konzertprogramm „Journey to Brazil“. Sie trat deutschlandweit auf und präsentierte sich auch auf Festivals wie Bingen swingt oder dem Internationalen Jazzfest Bayreuth. 

## Gäste
- Martin Sasse, Piano
- Thomas Rückert, Piano
- Jens Foltynowitcz, Bass
- Alexander Morsey, Bass
- Roland Höppner, Schlagzeug

## Diskografie
- Meu Brasil (Timezone, 2015)